# Ernst Barlach Gesellschaft Hamburg
Die Ernst Barlach Gesellschaft Hamburg e. V. ist eine 1946 gegründete Publikumsgesellschaft, die sich dem Bildhauer, Zeichner und Schriftsteller Ernst Barlach (1870–1938) widmet. Sie hat es sich zum Ziel gesetzt, das künstlerische und literarische Lebenswerk von Ernst Barlach einer breiten Öffentlichkeit zur Kenntnis zu bringen. Die Gesellschaft organisiert Ausstellungen im In- und Ausland und ist Träger der Ernst-Barlach-Museen in Wedel und Ratzeburg. Zudem unterstützt die Barlach Gesellschaft die Barlach-Forschung und beteiligt sich in der Künstlerförderung. Die Ernst Barlach Gesellschaft ist auch als Verlagshaus tätig und hat verschiedene Publikationen über Ernst Barlach veröffentlicht.

## Preisträger des Ernst Barlach Preises
Die Ernst Barlach Gesellschaft vergibt seit 1990 in unregelmäßigen Abständen den Ernst Barlach Preis. Die bisherigen Preisträger sind:
- 1991: Paul Revellio
- 1992: Andreas Kopp
- 1993: Andreas Girth
- 1994: Cathy Skene
- 1995: Alexander Dettmar
- 1996: Jochen Flinzer
- 1997: Christoph Fikenscher
- 1998: Rainer Leitzgen
- 1999: Stefan Kern
- 2000: Xenia Hausner
- 2001: Olaf Metzel
- 2003: Madeleine Dietz
- 2005: Hideki Iinuma
- 2008: Henriette Grahnert
- 2011: Frank Wiebe
- 2014: Wang Shugang
- 2016: Jorge Rando
- 2018: Uschi Niehaus Indenbirken

## Ausstellungen (Auswahl ab 2008)
- 2008: Ernst Barlach – Alexander Dettmar – Zwiesprache, gezeigt im Hans-Thoma-Kunstmuseum in Bernau, in der Kunsthalle Rostock, in der Städtischen Galerie im Fruchtkasten des Klosters Ochsenhausen
- 2008: Hermann Hesse als Maler, gezeigt im Ernst-Barlach-Museum Ratzeburg
- 2008: Barlach in Kiel – Ein ökumenisches Projekt, gezeigt in St. Nikolaus in Kiel und im Kieler Kloster
- 2008/2009: Henri de Toulouse-Lautrec und die Stars vom Montmartre, gezeigt in der Kunsthalle Jesuitenkirche in Aschaffenburg, in der Stadtgalerie Klagenfurt, im Museum Moderner Kunst in Passau, im Schloss Cappenberg bei Unna, im Stadtmuseum Lindau
- 2008/2009: Made in Turkey – Positionen türkischer Künstler 1978–2008, gezeigt auf der Frankfurter Buchmesse an verschiedenen Ausstellungsorten in Frankfurt am Main, in der Drostei in Pinneberg, im Ernst-Barlach-Museum Wedel, im Torhaus Elmshorn und in St. Trinitatis in Hamburg-Altona
- 2008/2009, 2011: Ernst Barlach – Käthe Kollwitz. Über die Grenzen der Existenz, gezeigt im Museum of Contemporary Art of Teheran, im Stadtmuseum Bocholt, im Kunsthaus der Stadt Bocholt und im Kunsthaus Kaufbeuren
- 2009: Der Prinz von Theben. Else Lasker-Schüler, Dichterin, Zeichnerin, Rebellin, gezeigt in der Celler Synagoge; Henri de Toulouse-Lautrec – Die Welt vom Montmartre in Farblithographien. Stadtmuseum Langenfeld, 31. Oktober 2009 – 24. Januar 2010
- 2010: Nachtstücke. Ernst Barlach als Dramatiker, Theatermuseum Hannover, 12. Januar – 28. März 2010. Der Prinz von Theben. Else Lasker-Schüler, Dichterin, Zeichnerin, Rebellin, Neue Synagoge Hannover, 7. März – 14. April 2010. Ernst Barlach – Bildhauer der Moderne, Schloss Cappenberg, 21. März – 20. Juni 2010. Ernst Barlach – Wilhelm Morgner / Vom Werden der Welt, Wilhelm-Morgner-Haus Soest, 25. April – 13. Juni 2010. Ernst Barlach – Käthe Kollwitz. Über die Grenzen der Existenz, Ratzeburger Dom, St. Answer Ratzeburg und St. Petri Ratzeburg, 4. Juli – 29. August 2010. Ernst Barlach und Käthe Kollwitz in Göttingen, St. Jacobikirche, St. Johanniskirche, St. Nikolai, Ev. Studienhaus Göttingen, 19. September – 10. November 2010. Ernst Barlach – Plastik, Zeichnung, Grafik, Text, Ernst Barlach Gesamtschule Dinslaken, 25. September – 24. Oktober 2010.

## Veröffentlichungen (Auswahl)
- Ausstellungskatalog: Ernst Barlach, hrsg. v. Jürgen Doppelstein, Leipzig, 1995, (Königliches Museum der Schönen Künste, Antwerpen, 18. Dezember 1994–26. Februar 1995), ISBN 3-363-00631-4
- Ernst Barlach – Bilder vom Menschen, hrsg. v. Jürgen Doppelstein u. Heike Stockhaus. Altana AG, Bad Homburg v. d. Höhe, Ernst Barlach Gesellschaft Hamburg, Bielefeld, 1999, (Sinclair-Haus, Bad Homburg v. d. Höhe, 9. März bis 16. Mai 1999), ISBN 3-930100-06-1
- Ernst Barlach – Artist of the North, hrsg. v. Jürgen Doppelstein, Heike Stockhaus u. Volker Probst, St. Ottilien, 1998, ISBN 3-930100-05-3
- Barlach und Goethe, hrsg. v. Jürgen Doppelstein, Zwickau, 1997, ISBN 3-363-00665-9
- Anja Sroka: Zwischen Himmel und Erde, Ernst Barlach, Mystik und Kunst oder die Revision des Christentums. Wedel 2000, ISBN 3-930100-12-6
- Wolfgang Tarnowski: Ernst Barlach und der Nationalsozialismus. Hamburg 1989, ISBN 3-930100-07-X
- Jürgen Doppelstein (Hrsg.): Lost Paradise Lost. Kunst und sakraler Raum, Hannover 2000.
- Barlach und Russland. Ernst Barlachs Russlandreise im Sommer 1906, Hrsg. Ernst Barlach Gesellschaft Hamburg, Hamburg 2002, ISBN 3-930100-15-0
- Ernst Barlach – Mystiker der Moderne, Hrsg. Ernst Barlach Gesellschaft Hamburg, Hamburg 2003, ISBN 3-930100-16-9
- Jürgen Doppelstein (Hrsg.): Ernst Barlach Journal 1997–1998. Hamburg 2000, ISBN 3-930100-11-8
- Jürgen Doppelstein (Hrsg.): Ernst Barlach Journal 1999–2001 – Texte, Reden, Kritik. Hamburg 2004, ISBN 3-930100-18-5